# Токмаков Євген Петрович
Євген Петрович Токмаков (29 серпня 1916, місто Чита, тепер Російська Федерація — 4 серпня 2010, місто Львів) — радянський діяч, начальник Львівського обласного управління харчової промисловості (промисловості продовольчих товарів). Майор радянської армії, Герой Радянського Союзу (13.04.1944).

## Життєпис
Народився в родині робітника. У 1939 році закінчив льотну школу Цивільного повітряного флоту СРСР.
З 1939 по 1941 рік працював пілотом цивільної авіації, проживав у місті Караганді Казахської РСР.  
У 1941 році призваний на службу до Робітничо-селянської Червоної армії. З червня 1942 року — на фронтах німецько-радянської війни. Член ВКП(б) з 1943 року.
До листопада 1943 року капітан Євген Токмаков був заступником командира ескадрильї 72-го розвідувального авіаполку 6-ї повітряної армії Північно-Західного фронту. На той час здійснив 129 бойових вильотів на повітряну розвідку важливих об'єктів та скупчень бойової техніки та живої сили німецьких військ.
Указом Президії Верховної ради СРСР від 13 квітня 1944 року капітан Євген Токмаков був удостоєний звання Героя Радянського Союзу з врученням ордена Леніна та медалі «Золота Зірка». Воював на Брянському, Північно-Західному, 2-му і 1-му Білоруських фронтах. До кінця війни здійснив 164 бойові вильоти. Війну закінчив на посаді командира ескадрильї 72-го розвідувального авіаційного полку.
У 1946 році звільнений в запас. Переїхав до міста Львова.
У 1953 році закінчив Львівський торговельно-економічний інститут.
На 1955—1962 роки — начальник Львівського обласного управління промислових і продовольчих товарів (промисловості продовольчих товарів).
З січня 1966 по 1986 рік — начальник Львівського обласного управління харчової промисловості.
Потім — на пенсії у Львові.
Помер 4 серпня 2010 року в місті Львові.

## Військове звання
- капітан
- майор

## Нагороди
- Герой Радянського Союзу (13.04.1944)
- орден Леніна (13.04.1944)
- орден Жовтневої Революції
- три ордени Червоного Прапора (13.01.1943, 23.03.1943, 6.02.1945)
- два ордени Вітчизняної війни І ст. (16.07.1943, 11.03.1985)
- орден Олександра Невського (4.06.1945)
- орден Дружби народів (17.03.1981)
- орден Богдана Хмельницького ІІІ с. (Україна) (5.05.1999)
- медаль «За перемогу над Німеччиною у Великій Вітчизняній війні 1941—1945 рр.» (1945)
- медалі